# Phytomyza plumiseta
Phytomyza plumiseta är en tvåvingeart som beskrevs av Frost 1924. Phytomyza plumiseta ingår i släktet Phytomyza och familjen minerarflugor. Inga underarter finns listade i Catalogue of Life.